# مقاطعة سانبورن (داكوتا الجنوبية)
سانبورن (بالإنجليزية: Sanborn)‏ هي إحدى مقاطعات ولاية داكوتا الجنوبية في الولايات المتحدة الأمريكية.